# 2005-ös jégkorong-világbajnokság
A 2005-ös jégkorong-világbajnokság a 69. világbajnokság volt, amelyet a Nemzetközi Jégkorongszövetség szervezett. A vb-ken a csapatok négy szinten vettek részt. A világbajnokságok végeredményei alapján alakult ki a 2006-os jégkorong-világbajnokság főcsoportjának illetve divízióinak mezőnye.

## Főcsoport
A főcsoport világbajnokságát 16 csapat részvételével április 30. és május 15. között rendezték Ausztriában.
- Csehország – Világbajnok
- Kanada
- Oroszország
- Svédország
- Szlovákia
- Egyesült Államok
- Finnország
- Svájc
- Lettország
- Fehéroroszország
- Ukrajna
- Kazahsztán
- Szlovénia
- Dánia
- Németország – Kiesett a divízió I-be
- Ausztria – Kiesett a divízió I-be

## Divízió I
A divízió I-es jégkorong-világbajnokság A csoportját Debrecenben, Magyarországon, a B csoportját Eindhovenben, Hollandiában április 17. és 23. között rendezték.
| A csoport - Norvégia – Feljutott a főcsoportba - Lengyelország - Magyarország - Japán - Nagy-Britannia - Kína – Kiesett a divízió II-be | B csoport - Olaszország – Feljutott a főcsoportba - Franciaország - Hollandia - Észtország - Litvánia - Románia – Kiesett a divízió II-be |

## Divízió II
A divízió II-es jégkorong-világbajnokság A csoportját Zágrábban, Horvátországban április 10. és 16. között, a B csoportját Belgrádban, Szerbia és Montenegróban április 4. és 10. között rendezték.
| A csoport - Horvátország – Feljutott a divízió I-be - Ausztrália - Dél-Korea - Bulgária - Új-Zéland - Törökország – Kiesett a divízió III-ba | B csoport - Izrael – Feljutott a divízió I-be - Szerbia és Montenegró - Észak-Korea - Belgium - Spanyolország - Izland – Kiesett a divízió III-ba |

## Divízió III
A divízió III-as jégkorong-világbajnokságot Mexikóvárosban, Mexikóban rendezték március 7. és 13. között.
- Mexikó – Feljutott a divízió II-be
- Dél-afrikai Köztársaság – Feljutott a divízió II-be
- Luxemburg
- Írország
- Örményország